# Rosmarie Waldrop
Rosmarie Waldrop, née à Kitzingen le 24 août 1935, est une poétesse, universitaire, traductrice et éditrice américaine. Elle vit à Providence (Rhode Island).
Elle fonde avec son mari Keith Waldrop la maison édition Burning Deck Press (en), en activité de 1961 à 2017.

## Biographie
Rosmarie Waldrop nait à Kitzingen (Allemagne) le 24 août 1935.
Elle se marie en 1959 à Keith Waldrop, lui aussi poète, universitaire, traducteur et éditeur.

### Cursus universitaire
Rosmarie Waldrop est docteure de l'Université du Michigan en 1966. Elle a ensuite enseignée à l'Université Wesleyan, à l'Université Tufts, et à l'Université Brown.

### Traduction
Elle traduit du français Claude Royet-Journoud, Anne-Marie Albiach, Edmond Jabès, Jacques Roubaud et Emmanuel Hocquard, de l'allemand Friederike Mayröcker, Elke Erb, Ernst Jandl, Oskar Pastior, Ulf Stolterfoht (en), entre autres.

### Distinctions
- 2003[4] :  Chevalier de l'ordre des Arts et des Lettres[3]
- 2006 : Académie américaine des arts et des sciences[5]
- 2008 : PEN Award for Poetry in Translation (en)[1],[6]

## Œuvre

### Poésie
- The Aggressive Ways of the Casual Stranger, NY, Random House, 1972
- The Road Is Everywhere or Stop This Body, Columbia, Open Places, 1978
- When They Have Senses, Providence, Burning Deck, 1980
- Nothing Has Changed, Windsor, Awede Press, 1981
- Differences for Four Hands, Philadelphia, Singing Horse, 1984 ; rééd. Providence, Paradigm Press, 1999
- Streets Enough to Welcome Snow, Barrytown, NY, Station Hill, 1986
- The Reproduction of Profiles, NY, New Directions, 1987
- Shorter American Memory, Providence, Paradigm Press, 1988
- Peculiar Motions, Berkeley, CA, Kelsey Street Press, 1990
- Lawn of Excluded Middle, NY, Tender Buttons, 1993
- A Key Into the Language of America, NY, New Directions, 1994
- Another Language: Selected Poems, Jersey City, Talisman House, 1997
- Split Infinites, Philadelphia, Singing Horse Press, 1998
- Reluctant Gravities, NY, New Directions, 1999
- (with Keith Waldrop) Well Well Reality, Sausalito, CA, The Post-Apollo Press, 1998
- Love, Like Pronouns, Omnidawn Publishing, 2003
- Blindsight, New York, New Directions, 2004
- Splitting Image, Zasterle, 2006
- Curves to the Apple, New Directions, 2006
- Driven to Abstraction, New Directions, 2010
- Gap Gardening: Selected Poems, New Directions, 2016
- The Nick of Time, New Directions, 2021

### En français
- Le mouchoir de la fille du roi pépin, éditions Liana levi, 1998.
- La reproduction des profils, éditions Leo Scheer-Melville, 2003.
- Light travels, éditions De l'attente, 2006.
- Un cas sans clef (avec Keith Waldrop), éditions De l'attente, 2010.
- La route est partout, éditions De l'attente, 2011.
- La revanche de la pelouse, éditions De l'attente, 2012.
- Comme si nous n'avions pas besoin de parler, Harpo & éditions, 2012.
- Clef pour comprendre la langue de l'Amérique (traduit par Paol Keineg), Héros limite, 2013.
- En voie d'abstraction (traduit par Françoise de Laroque), éditions De l'attente, 2020.
- Répéter les symptômes (traduit par Paol Keineg), éditions La Barque, 2024.